# عنيقبات (العدين)

تعديل مصدري - تعديل

عنيقبات محلة تابعة لقرية اهاين، التابعة لعزلة بني هات بمديرية العدين إحدى مديريات محافظة إب في الجمهورية اليمنية.، بلغ تعداد سكانها 56 حسب تعداد اليمن لعام 2004.